# Canoa/kayak ai Giochi della XIV Olimpiade - C1 1000 metri maschile
La competizione del C1 1000 metri di Canoa/kayak ai Giochi della XIV Olimpiade si è disputata il giorno 12 agosto 1948 al bacino del Royal Regatta, Henley-on-Thames.

## Risultati
| Pos.    | Atleta            | Nazione        | Tempo  |
| ------- | ----------------- | -------------- | ------ |
| Oro     | Josef Holeček     | Cecoslovacchia | 5'42"0 |
| Argento | Douglas Bennett   | Canada         | 5'53"3 |
| Bronzo  | Robert Boutigny   | Francia        | 5'55"9 |
| 4       | Ingemar Andersson | Svezia         | 6'08"0 |
| 5       | William Havens    | Stati Uniti    | 6'14"3 |
| 6       | Harold Maidment   | Gran Bretagna  | 6'37"0 |